# Malgesso
Malgesso (Malgèss in dialetto varesotto) è una frazione di 1 235 abitanti del comune di Bardello con Malgesso e Bregano, nella provincia di Varese in Lombardia.
Comune autonomo fino al 2022, dal 1º gennaio 2023 si è fuso con i comuni di Bardello e Bregano per dare vita al nuovo comune di Bardello con Malgesso e Bregano.

## Storia

### Simboli

Gonfalone del cessato comune di Malgesso

Lo stemma del comune di Malgesso era stato concesso con decreto del presidente della Repubblica del 26 giugno 2008.
Il gonfalone è un drappo partito di verde e di azzurro.

## Società

### Evoluzione demografica
- 165 nel 1751
- 348 nel 1805
- annessione a Bardello nel 1809
- 416 nel 1853

Abitanti censiti

## Amministrazione
| Periodo        | Periodo          | Primo cittadino            | Partito                       | Carica  | Note |
| -------------- | ---------------- | -------------------------- | ----------------------------- | ------- | ---- |
| 23 aprile 1995 | 13 giugno 1999   | Natalino Trolese           | centro                        | Sindaco |      |
| 13 giugno 1999 | 12 giugno 2004   | Natalino Trolese           | lista civica                  | Sindaco |      |
| 13 giugno 2004 | 6 giugno 2009    | Fulvio Mario Carlo Fagiani | lista civica                  | Sindaco |      |
| 7 giugno 2009  | 25 maggio 2014   | Luigi Franzetti            | PdL-Lega Nord                 | Sindaco |      |
| 25 maggio 2014 | 31 dicembre 2022 | Giuseppe Iocca             | lista civica Noi per Malgesso | Sindaco |      |